# Сонатина (балет)
«Сонати́на» (фр. Sonatine) — одноактный балет Джорджа Баланчина на музыку Сонатины для фортепиано Мориса Равеля (1906). Премьера состоялась 15 мая 1975 года на сцене Нью-Йоркского театра, Линкольн-центра в весеннем сезоне труппы Нью-Йорк Сити балет, в день открытия Фестиваля Равеля, приуроченного к 100-летнему юбилею со дня рождения композитора (всего Баланчиным, Джеромом Роббинсом, Джоном Тарасом и Жаком д'Амбуазом было сделано 16 новых балетов по этому случаю).
Поставленный для дуэта солистов труппы, французских танцовщиков Виолетт Верди и Жан-Пьера Бонфу, этот небольшой балет отличается тонкой эмоциональностью, изысканной партерной техникой, иллюзией спонтанной импровизационности движения, остроумным использованием музыкальных синкоп. Виртуозные технические сложности незаметно вписаны в ткань непрерывного танца; все движения элегантные и безусильные, они точно следуют течению импрессионистичной музыки композитора. Хореография постановки точно следует трёхчастной структуре музыкального произведения:
1. Modéré
2. Mouvement de menuet
3. Animé
Балет начинается с того, что пара, вышедшая из кулис, тут же останавливается и некоторое время задумчиво слушает льющуюся из под рук пианиста музыку (рояль находится на сцене), затем кавалер подаёт своей даме руку и приглашает её начать совместный танец. Во второй части («Менуэт») балетмейстер ненавязчиво использует движения польского и венгерского характерных танцев. В заключительной части друг за другом следуют короткие сольные вариации танцовщика и балерины; в финале пара распадается: проделав круг больших прыжков в разные стороны, исполнители разбегаются в противоположные кулисы.
Балет время от времени входит в репертуар трупп Нью-Йорк Сити балет, а также Парижской национальной оперы, где его исполняли такие артисты, как Моник Лудьер, Элизабет Платель, Орели Дюпон, Мануэль Легри и другие.

## Фильмография
- 1992 — «Как птицы», док. фильм режиссёра Доминика Делуша (запись репетиции Виолетт Верди с солисткой парижской Оперы Моник Лудьер[фр.]).
- 2016 — «Нью-Йорк Сити балет в Париже», DVD BelAir Classiques[фр.] (исполнители Меган Фэрчайлд[англ.] и Хоакин Де Луц[англ.]).